# Stevenage FC
Stevenage FC är en engelsk professionell fotbollsklubb i Stevenage, grundad 1976. Fram till 2010 hette klubben Stevenage Borough FC, därav smeknamnet The Boro. Hemmamatcherna spelas på The Lamex Stadium, även kallad Broadhall Way. Klubben spelar i League One sedan säsongen 2023/4.

## Historia
Klubben grundades 1976 under namnet Stevenage Borough FC efter att en tidigare klubb, Stevenage Athletic, hade gått i konkurs. Säsongen 1980/81 började man spela i United Counties Leagues andradivision Division One, som man genast vann, och man vann även ligans cup samma säsong. Därefter spelade klubben i United Counties League Premier Division i tre säsonger innan man bytte till Isthmian League Division Two North när ligorna omstrukturerades inför 1984/85 års säsong. Under den andra säsongen i divisionen blev klubben mästare och flyttades upp till Division One, men två säsonger senare åkte man ned till Division Two North igen.
Säsongen 1990/91 påbörjade Stevenage Borough en imponerande klättring i ligasystemet genom att vinna Isthmian League Division Two North. Nästföljande säsong vann klubben även Division One och gick upp till Premier Division. Där tog det sedan bara två säsonger innan man blev mästare och flyttades upp till Football Conference, nivån under The Football League. Där blev klubben femma första säsongen men tog sedan hem ligatiteln redan säsongen efter, vilket innebar den fjärde divisionssegern på bara sex säsonger. Klubben blev dock inte uppflyttad till The Football League eftersom man inte uppfyllde den ligans krav avseende hemmaarenans faciliteter och publikkapacitet.

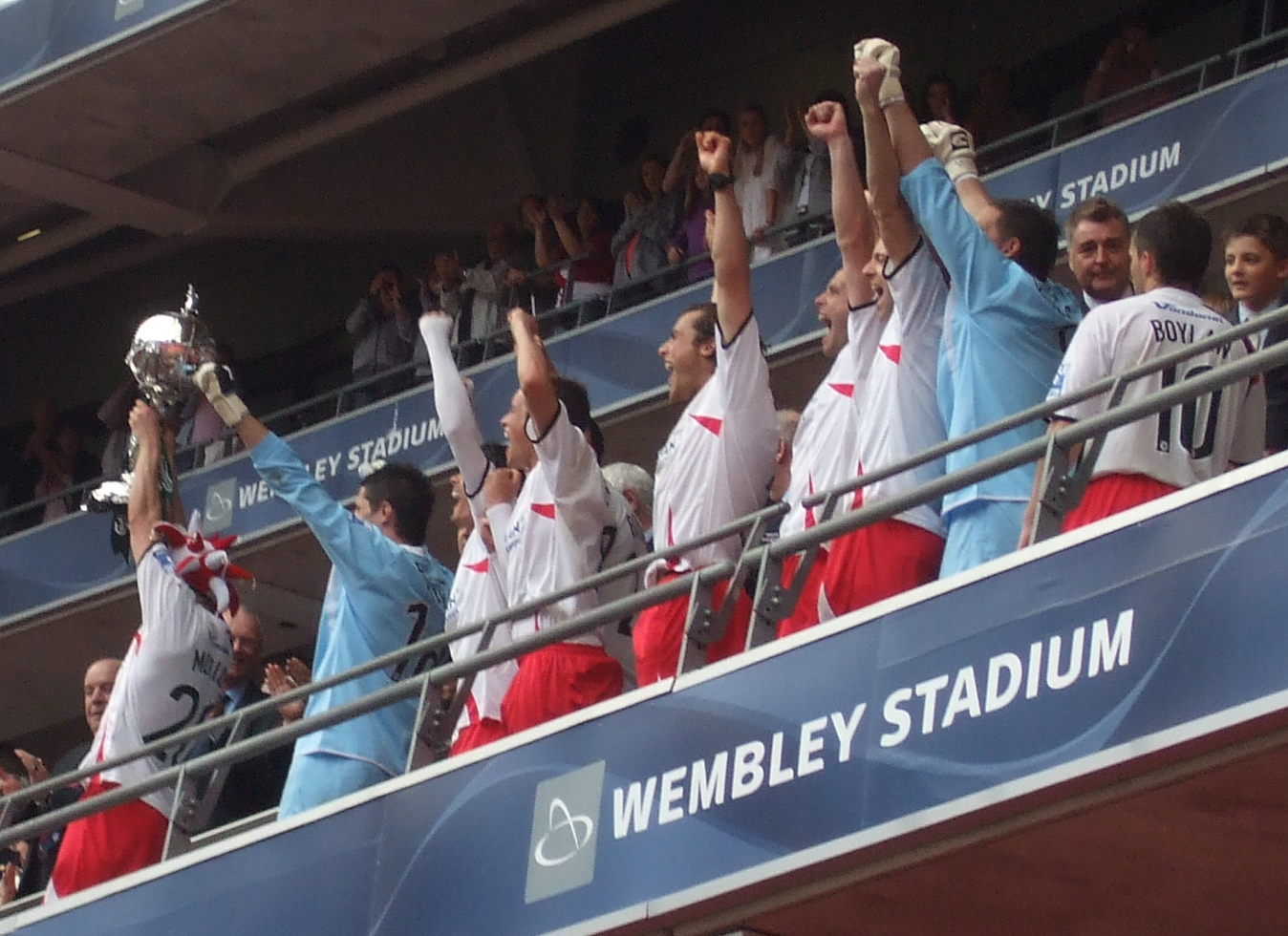
Klubbens spelare firar segern i FA Trophy säsongen 2008/09.

Klubbens nästa framgång kom säsongen 2001/02, då man tog sig till final i FA Trophy. Där förlorade man dock mot Yeovil Town med 0–2. Tre år senare var klubben nära att ta steget upp till The Football League när man förlorade playoff-finalen i Conference National mot Carlisle United med 0–1. Nästa gång man var i final vann man dock – det var i FA Trophy säsongen 2006/07 och i finalen blev det 3–2 mot Kidderminster Harriers på det nyligen färdigställda Wembley. Klubben vann FA Trophy igen bara två år senare, då stod York City för finalmotståndet och resultatet blev 2–0.
Nästföljande säsong, 2009/10, vann Stevenage Borough Conference Premier och tog för första gången i klubbens historia klivet upp till The Football League och League Two. Samma säsong gick man för tredje gången på fyra säsonger till final i FA Trophy, men denna gång blev det förlust mot Barrow med 1–2 efter förlängning.
Inför klubbens första säsong i The Football League 2010/11 valde ledningen att byta namn på klubben till Stevenage FC. Säsongen blev en succé. Man placerade sig på sjätte plats och gick därmed till playoff, som man vann efter att i finalen ha besegrat Torquay United med 1–0. Klubben var därmed klar för League One. Även på denna nivå gjorde Stevenage bra ifrån sig och placerade sig återigen på sjätte plats, klubbens högsta ligaplacering någonsin. I playoff om en plats i The Championship åkte man dock ur i första omgången mot Sheffield United. Även i FA-cupen gjorde klubben bättre ifrån sig än någonsin tidigare genom att nå femte omgången (åttondelsfinal), där det blev förlust mot Premier League-klubben Tottenham Hotspur efter omspel.
Två säsonger senare kom Stevenage sist i League One och åkte ned till League Two. Första säsongen där gick man till playoff, men förlorade direkt mot Southend United.

## Spelare

### Spelartrupp
| 1  | England | Filip Marschall    | 24 april 2003 | Aston Villa (-25) |
| 13 | England | Taye Ashby-Hammond | 21 mars 1999  | Fulham (-23)      |

| 2  | Antigua och Barbuda | Luther James-Wildin | 3 december 1997 | Nuneaton Town (-18)       |
| 3  | England             | Dan Butler          | 26 augusti 1994 | Peterborough United (-23) |
| 5  | England             | Carl Piergianni     | 3 maj 1992      | Oldham Athletic (-22)     |
| 6  | England             | Dan Sweeney         | 25 april 1994   | Forest Green Rovers (-22) |
| 14 | England             | Saxon Earley        | 11 oktober 2002 | Plymouth Argyle (-25)     |
| 15 | England             | Charlie Goode       | 3 augusti 1995  | Brentford (-24)           |
| 16 | England             | Lewis Freestone     | 26 oktober 1999 | Cheltenham Town (-24)     |
| 17 | England             | Jasper Pattenden    | 15 april 2002   | Wycombe Wanderers (-25)   |

| 4  | England             | Jordan Houghton  | 5 november 1995   | Plymouth Argyle (-25)    |
| 7  | England             | Nick Freeman     | 7 november 1995   | Wycombe Wanderers (-23)  |
| 10 | England             | Dan Kemp         | 11 januari 1999   | Milton Keynes Dons (-24) |
| 11 | England             | Jordan Roberts   | 5 januari 1994    | Motherwell (-22)         |
| 18 | England             | Harvey White     | 19 september 2001 | Tottenham Hotspur (-23)  |
| 22 | Trinidad och Tobago | Dan Phillips     | 18 januari 2001   | St Johnstone (-24)       |
| 23 | Wales               | Louis Thompson   | 19 december 1994  | Portsmouth (-23)         |
| 27 | Wales               | Mathaeus Roberts | 30 november 2004  | Stevenage FC             |
| 37 | England             | Ryan Doherty     | 27 augusti 2008   | Stevenage FC             |

| 12 | England        | Tyreece Simpson   | 7 februari 2002  | Huddersfield Town (-24)       |
| 19 | Nordirland     | Jamie Reid        | 15 juli 1994     | Mansfield Town (-21)          |
| 20 | Wales          | Chem Campbell     | 30 december 2002 | Wolverhampton Wanderers (-25) |
| 22 | England        | Jake Young        | 22 juli 2001     | Bradford City (-24)           |
| 30 | Kongo-Kinshasa | Beryly Lubala     | 8 januari 1998   | Wycombe Wanderers (-25)       |
| 44 | Skottland      | Phoenix Patterson | 1 september 2000 | Fleetwood Town (-25)          |

Not: Spelare i kursiv stil är inlånade.

### Utlånade spelare
| Nr | Land | Pos | Namn |
| -- | ---- | --- | ---- |

| Nr | Land | Pos | Namn |
| -- | ---- | --- | ---- |

## Meriter

### Liga
- League One eller motsvarande (nivå 3): Sexa 2011/12 (högsta ligaplacering)
- National League eller motsvarande (nivå 5): Mästare 1995/96, 2009/10
- Isthmian League Premier Division: Mästare 1993/94
- Isthmian League Division One: Mästare 1991/92
- Isthmian League Division Two North: Mästare 1985/86, 1990/91
- United Counties League Division One: Mästare 1980/81

### Cup
- FA-cupen: Femte omgången 2011/12
- FA Trophy: Mästare 2006/07, 2008/09
- Herts Senior Cup: Mästare 2008/09
- United Counties League Cup: Mästare 1980/81